# وزارت انرژی ایالات متحده آمریکا

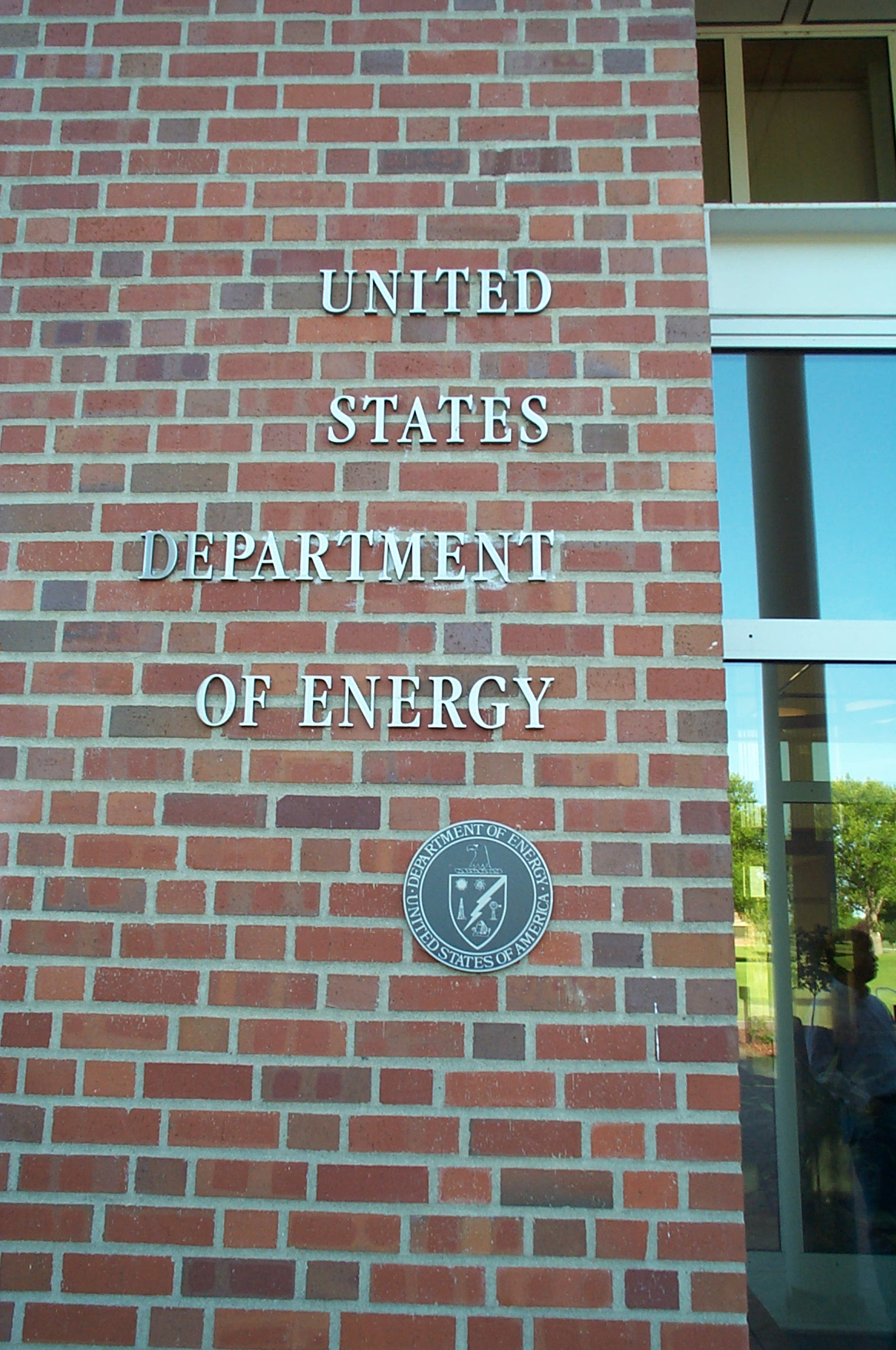

وزارت انرژی ایالات متحده آمریکا (به انگلیسی: United States Department of Energy) از وزارتخانه‌های در سطح کابینه دولت فدرال ایالات متحده آمریکا است که درگیر انرژی و ایمنی در هنگام سروکار داشتن با مواد هسته‌ای است. وظایف آن عبارتند از برنامهٔ جنگ‌افزار هسته‌ای کشور، تولید رآکتور هسته‌ای برای نیروی دریایی ایالات متحده آمریکا، نگهداری انرژی، پژوهش‌ها در زمینهٔ انرژی، دفع ضایعات هسته‌ای، و توسعه انرژی داخلی. این وزارتخانه همچنین هدایت کنندهٔ پژوهش‌ها در خصوص ژنومیک است؛ پروژه ژنوم انسان از یکی از ابتکارات وزارت انرژی نشأت گرفته‌است. وزارت انرژی از هر سازمان دیگر دولت فدرال بیشتر در زمینه پژوهش در علوم طبیعی حمایت مالی به عمل می‌آورد. بیشتر این پژوهش‌ها از طریق شبکه آزمایشگاه‌های ملی آن انجام می‌شوند.
مقر سازمان در واشینگتن و جرمنتاون، مریلند، مریلند است.

## تاریخچه
در سال ۱۹۴۲، در طول جنگ جهانی دوم، ایالات متحده پروژه منهتن را آغاز کرد، پروژه ای برای توسعه بمب اتمی، زیر نظر سپاه مهندسین ارتش ایالات متحده. پس از جنگ در سال ۱۹۴۶، کمیسیون انرژی اتمی (AEC) برای کنترل آینده پروژه ایجاد شد. قانون انرژی اتمی در سال ۱۹۴۶ نیز چارچوبی را برای اولین آزمایشگاه‌های ملی ایجاد کرد. در میان دیگر پروژه‌های هسته ای، AEC هسته‌های سوخت اورانیوم ساخته شده را در مکان‌هایی مانند مرکز تولید مواد خوراک فرنالد در سینسیناتی، اوهایو تولید کرد. در سال ۱۹۷۴، AEC جای خود را به کمیسیون تنظیم مقررات هسته ای، که وظیفه تنظیم صنعت انرژی هسته ای را بر عهده داشت، و اداره تحقیق و توسعه انرژی، که وظیفه مدیریت برنامه‌های توسعه سلاح هسته ای، راکتور دریایی و انرژی را بر عهده داشت، داد.
بحران نفتی ۱۹۷۳ توجه را به نیاز به تحکیم سیاست انرژی جلب کرد. در ۴ اوت ۱۹۷۷، رئیس‌جمهور جیمی کارتر قانون سازماندهی وزارت انرژی ۱۹۷۷ را امضا کرد (مصوب ۴ اوت ۱۹۷۷)، که وزارت انرژی را ایجاد کرد. آژانس جدید که در اول اکتبر ۱۹۷۷ فعالیت خود را آغاز کرد، اداره انرژی فدرال، اداره تحقیق و توسعه انرژی، کمیسیون فدرال قدرت، و برنامه‌های آژانس‌های مختلف دیگر را ادغام کرد. وزیر دفاع سابق جیمز شلزینگر، که در زمان روسای جمهور نیکسون و فورد در طول جنگ ویتنام خدمت می‌کرد، به عنوان وزیر اول منصوب شد.
پرزیدنت کارتر وزارت انرژی را با هدف ارتقای حفظ انرژی و توسعه منابع جایگزین انرژی ایجاد کرد. او می‌خواست به نفت خارجی وابسته نباشد و استفاده از سوخت‌های فسیلی را کاهش دهد. با نامشخص بودن آینده انرژی بین‌المللی برای آمریکا، کارتر به سرعت اقدام کرد تا این وزارتخانه در سال اول ریاست جمهوری خود وارد عمل شود. این یک موضوع بسیار مهم در آن زمان بود، زیرا بحران نفت باعث کمبود و تورم می‌شد. با فاجعه جزیره سه مایلی، کارتر توانست با کمک بخش مداخله کند. کارتر در این مورد برای اصلاح مدیریت و رویه‌ها، تغییری در کمیسیون تنظیم مقررات هسته‌ای ایجاد کرد. این امر با توجه به مسئولیت انرژی هسته‌ای و سلاح‌های هسته‌ای بر عهده وزارت انرژی است.

## بودجه
در ۷ می ۲۰۰۹، پرزیدنت باراک اوباما درخواست بودجه ۲۶٫۴ میلیارد دلاری برای DOE برای سال مالی ۲۰۱۰، شامل ۲٫۳ میلیارد دلار برای دفتر کارایی انرژی و انرژی‌های تجدیدپذیر وزارت انرژی (EERE) را ارائه کرد. هدف این بودجه گسترش قابل ملاحظه استفاده از منابع انرژی تجدیدپذیر و در عین حال بهبود زیرساخت‌های انتقال انرژی بود. همچنین سرمایه‌گذاری‌های قابل‌توجهی را در هیبریدها و هیبریدهای پلاگین، فناوری‌های شبکه هوشمند، و تحقیقات علمی و نوآوری پیشنهاد کرد.
به عنوان بخشی از بسته ۷۸۹ میلیارد دلاری محرک اقتصادی در قانون بازیابی و سرمایه‌گذاری مجدد آمریکا در سال ۲۰۰۹، کنگره ۳۸٫۳ میلیارد دلار اضافی برای سال‌های مالی ۲۰۰۹ و ۲۰۱۰ به انرژی ارائه کرد که حدود ۷۵ درصد به بودجه سالانه انرژی اضافه کرد. بیشتر هزینه‌های محرک در قالب کمک‌های بلاعوض و قراردادها بوده‌است.
در مارس ۲۰۱۸، ریک پری، وزیر انرژی، در یک پنل سنا دربارهٔ درخواست بودجه وزارت انرژی دولت ترامپ برای سال مالی ۲۰۱۹ شهادت داد. درخواست بودجه امنیت هسته‌ای را در اولویت قرار می‌دهد و در عین حال کاهش‌های زیادی در برنامه‌های بهره‌وری انرژی و انرژی‌های تجدیدپذیر ایجاد می‌کند. این پیشنهاد افزایش ۵۰۰ میلیون دلاری بودجه نسبت به سال مالی ۲۰۱۷ است. این پیشنهاد «نوآوری‌هایی مانند دفتر جدید امنیت سایبری، امنیت انرژی، و واکنش اضطراری (CESER) و دستاوردهای دفتر انرژی فسیلی را ترویج می‌کند. سرمایه‌گذاری‌هایی برای تقویت این سازمان انجام خواهد شد. اداره امنیت ملی هسته ای و مدرن سازی نیروی هسته ای، و همچنین در فعالیت‌های تسلیحاتی و محاسبات پیشرفته.» با این حال، بودجه دفتر بهره‌وری انرژی و انرژی‌های تجدیدپذیر طبق این طرح به ۶۹۶ میلیون دلار کاهش می‌یابد که در مقایسه با ۱٫۳ میلیارد دلار در سال مالی ۲۰۱۷ کاهش می‌یابد.

## عملکرد صرفه جویی در انرژی
قراردادهای عملکرد صرفه جویی در انرژی (ESPC) قراردادهایی هستند که بر اساس آن یک پیمانکار بودجه لازم را برای یک پروژه صرفه جویی در انرژی طراحی، ساخت و دریافت می‌کند و آژانس فدرال از پس‌انداز صورتحساب‌های آب و برق آژانس در طول زمان به پیمانکار پرداخت می‌کند. پیمانکار تضمین می‌کند که بهبود انرژی موجب صرفه‌جویی می‌شود، و پس از پایان قرارداد، تمام صرفه‌جویی‌های مستمر در هزینه به آژانس فدرال تعلق می‌گیرد.

## مراکز نوآوری انرژی
مراکز نوآوری انرژی چند رشته‌ای هستند و به منظور پیشبرد حوزه‌های بسیار امیدوارکننده علم و فناوری انرژی از مراحل اولیه تحقیق تا جایی است که سطح ریسک به اندازه‌ای پایین باشد که صنعت بتواند فناوری‌ها را تجاری‌سازی کند. کنسرسیوم برای شبیه‌سازی پیشرفته راکتورهای آب سبک (CASL) اولین مرکز نوآوری انرژی وزارتخانه بود که در ژوئیه ۲۰۱۰ با هدف ارائه راه‌حل‌های مدل‌سازی و شبیه‌سازی پیشرفته (M&S) برای راکتورهای هسته‌ای تجاری تأسیس شد.
بودجه وزارتخانه در سال ۲۰۰۹ شامل ۲۸۰ میلیون دلار برای تأمین بودجه هشت مرکز نوآوری انرژی است که هر یک بر چالش انرژی خاصی متمرکز شده‌اند. دو هاب از هشت مرکز در بودجه EERE گنجانده شده‌اند و بر ادغام مواد، طرح‌ها و سیستم‌های هوشمند در ساختمان‌ها برای صرفه جویی بهتر انرژی و طراحی و کشف مفاهیم و مواد جدید مورد نیاز برای تبدیل انرژی خورشیدی به برق تمرکز خواهند کرد. دو مرکز دیگر، که در بودجه دفتر علوم DOE گنجانده شده‌است، برای مقابله با چالش‌های ابداع روش‌های پیشرفته ذخیره انرژی و ایجاد سوخت مستقیماً از نور خورشید بدون استفاده از گیاهان یا میکروب‌ها ایجاد شد. با این حال، هاب دیگری برای توسعه مواد «هوشمند» ساخته شد تا به شبکه برق اجازه دهد تا با شرایط متغیر سازگار شود و پاسخ دهد.
در سال ۲۰۱۲، وزارتخانه ۱۲۰ میلیون دلار به آزمایشگاه ایمز اعطا کرد تا یک EIH جدید، مؤسسه Critical Materials، که بر روی بهبود عرضه عناصر کمیاب خاکی تمرکز دارد، راه‌اندازی کند.

## وب‌گاه رسمی
- www.doe.gov